# Каплирж, Зденек Кашпар
Граф Зденек Кашпар Каплирж из Сулевиц (чеш. Zdeněk Kašpar Kaplíř ze Sulevic; также: Каспар Зденко фон Каплирж, чеш. Caspar Zdenko von Capliers; 1611, Koleč — 6 октября 1686[…], Вена) — имперский военачальник чешского происхождения, фельдмаршал (1683) и вице-президент Гофкригсрата (с 1681).

## Биография
Родился в 1611 году в семье Альбрехта Каплиржа (ум. 1614) и приходился внуком чешского государственному деятелю Кашпару Каплиржу (1535—1621), который первое время воспитывал мальчика после смерти его отца. Когда Кашпар Каплирж был казнён за участие в антигабсбургском восстании 1618 года, а его имущество было конфисковано, для семьи настали тяжёлые времена. Мать Зденека, которому было не более восьми лет, и который к этому времени потерял, как отца, так и деда, была вынуждена переехать жить к родственникам.
Достигнув подходящего возраста, Зденек Каплирж поступил на службу в имперскую армию. В 1632 году он унаследовал поместье от двоюродного брата. К 1649 году стал полковником и полковым командиром. Отличился в боях против французов в Ломбардии на стороне испанцев (1649). 
В 1654 году Фердинанд III даровал Каплиржу баронский титул. В 1657 году он участвовал в церемонии коронации следующего императора — Леопольда I. В 1661 году стал фельдмаршал-лейтенантом, в 1663 году — членом Гофкригсрата, в 1673 году — фельдцейхмейстером. В 1670-е годы получил от императора графский титул.  В 1681 году стал вице-президентом Гофкригсрата. 
Во время осады Вены турками в 1683 году Каплирж был назначен руководить гражданским управлением столицы во время отсутствия императора. Каплирж отвечал за распределение продовольствия, вербовку новых солдат из числа горожан, и занимался прочими вопросами, связанными с регулированием повседневной жизни осаждённого города. Когда же был ранен военный губернатор фельдмаршал граф Штаремберг, то Каплирж временно принял на себя и руководство обороной, причём проявил себя, в частности, установкой новых батарей.
В декабре 1683 года император произвёл Каплиржа в фельдмаршалы, а благодарные жители Вены поднесли ему 1 500 гульденов. Однако, силы Каплиржа были подорваны долгой и утомительной работой в условиях осады, и после того, как турки были разбиты, он слёг в постель и в торжествах не участвовал.
Фельдмаршал Каплирж считался образованным человеком. Он говорил на немецком, чешском, латыни, французском и итальянском языках. В своем замке Милешау близ Лобозица он собрал большую библиотеку и коллекцию живописи, включавшую произведения Перуджино, Рубенса, Тициана и Гвидо Рени. 
Фельдмаршал был женат несколько раз, но потомства не оставил. 
В 1686 году Каплирж скончался в Вене и был похоронен в построенной им часовне Святого Антония в Милешау. Каплирж завещал, чтобы ежегодно, 12 сентября (день снятия осады Вены) в Милешау должна проводилась праздничная месса, после которой местным беднякам должна раздаваться милостыня на общую сумму 62 гульдена (большая сумма денег по тем временам). Завещание Каплиржа продолжало соблюдаться даже в XIX веке, хотя прямых наследников он не имел и его графский титул не был передан кому-либо.